# 프리츠 츠비키
프리츠 츠비키(독일어: Fritz Zwicky, 독일어 발음: [ˈfʁɪt͡s ˈtsvɪki], 1898년 2월 14일~1974년 2월 8일)는 스위스의 천문학자이다. 그의 생애 대부분 동안 캘리포니아 공과대학교에서 연구했으며, 암흑물질, 초신성, 중성자별에 이르기까지 이론천문학과 관측천문학 양면에 걸쳐 큰 족적을 남겼다. 1933년, 츠비키는 보이지 않는 암흑 물질의 존재를 가정하기 위해 비리얼 정리를 처음으로 사용했으며 이를 "dunkle Materie"라고 설명하였다.

## 생애
프리츠 츠비키는 불가리아 왕국 바르나에서 스위스인 아버지와 체코인 어머니의 아들로 태어났다. 그의 아버지는 불가리아 도시의 저명한 사업가였으며 1908년부터 1933년까지 바르나의 노르웨이 영사로 재직했다. 그는 바르나에 있는 그의 가족의 츠비키 하우스를 설계하고 건축했다. 프리츠의 어머니, 프란치스카 브르체크(1871년생)는 오스트리아-헝가리 제국의 체코인이었다. 프리츠는 세 자녀 중 장남이었다. 그에게는 루돌프라는 남동생과 레오니라는 여동생이 있었다. 프리츠의 어머니는 1927년 바르나에서 사망했다. 그의 아버지는 1945년까지 불가리아에서 살면서 일했고, 2차 세계대전 이후 스위스로 돌아왔다. 프리츠의 여동생 레오니는 바르나 출신 불가리아인과 결혼하여 평생을 그 도시에서 보냈다.
1904년, 여섯 살이 된 프리츠는 상업을 공부하기 위해 스위스 글라루스에 있는 친할아버지 댁으로 보내졌다. 그의 관심사는 수학과 물리학으로 바뀌었다. 그는 취리히에 있는 스위스 연방 공과대학에서 수학과 실험 물리학의 고등 교육을 받았다. 그는 1922년에 박사 학위를 받고 그곳에서 학업을 마쳤다. 자연 Zur Theorie der heteropolaren Kristalle (이종극성 결정 이론에 관하여)이라는 제목의 논문으로 학위를 취득했다.
1925년, 츠비키는 록펠러 재단 펠로우십을 받은 후 미국으로 이주하여 캘리포니아 공과대학교에서 로버트 밀리컨과 함께 일했다. 그는 로버트 오펜하이머의 복도 아래에 사무실을 두고 있었다.
츠비키는 21세기 초 우리 우주에 대한 이해에 큰 영향을 미친 수많은 우주론적 이론을 개발했다. 그는 중성자별의 개념을 발전시키는 동안 "초신성"이라는 용어를 만들어냈다. 오펜하이머가 "중성자별"을 발표하는 획기적인 논문을 발표하기까지 5년이 걸렸다.
츠비키는 1942년에 캘리포니아 공과대학의 천문학 교수로 임명되었다. 그는 또한 Aerojet Engineering Corporation (1943~1961)의 연구 책임자/컨설턴트로 일했으며, 대부분의 경력 동안 윌슨산 천문대와 팔로마 천문대의 직원으로 일했다. 그는 최초의 제트 엔진을 개발했으며, 제트 추진 분야에 대한 특허를 50개 이상 보유하고 있다. 그는 수중 제트기를 발명했다. 그의 제2차 세계 대전 로켓 추진 작업의 한 예로는 1944년 3월 츠비키와 다른 Aerojet 직원 3명으로 구성된 집단이 출원한 니트로메탄 엔진에 대한 특허가 있다. 또한 그는 1950년에 로켓 엔진과 모터의 화학 반응 속도론에 관한 논문을 발표했다.
1932년 3월 25일, 프리츠 츠비키는 지역 유명 가문 출신이자 캘리포니아 주 상원의원 에그버트 제임스 게이츠의 딸인 도로시 버논 게이츠(1904~1991)와 결혼했다. 그녀의 돈은 대공황 당시 팔로마 천문대의 자금 조달에 중요한 역할을 했다. 니콜라스 루스벨트는 시어도어 루스벨트 대통령의 사촌으로, 티르자 게이츠와의 결혼으로 루스벨트 대통령의 처남이 되었다. 츠비키와 도로시는 1941년에 우호적으로 이혼했다.
1947년 10월 18일 츠비키는 스위스에서 안나 마르가리타 취르허(1929-2012)와 결혼했다. 그들에게는 마르그리트, 프란치스카, 바르바리나라는 세 딸이 있었다. 글라루스 주립도서관의 츠비키 박물관에는 그의 논문과 과학 작품이 다수 소장되어 있다. 츠비키는 1974년 2월 8일 캘리포니아주 패서디나에서 사망하였고, 스위스에 묻혔다.

## 학술적 업적
츠비키는 동료인 발터 바데와 함께 1935년 산 정상 천문대에서 최초로 슈미트 망원경을 사용하는 것을 개척하고 홍보했다. 1934년에 츠비키와 바데는 "초신성 "이라는 용어를 만들어냈고 초신성은 일반 별에서 중성자 별로의 전환이며 우주선의 기원이라고 가정했다. 이는 이후 우주의 크기와 나이를 결정하는 데 도움이 되는 의견이었다.
이 가설을 뒷받침하기 위해 츠비키는 초신성을 찾기 시작했고 52년 동안 총 120개를 스스로 발견했다( SN 1921B ~ SN 1973K).
1937년에 츠비키는 이전에 발견된 아인슈타인 효과에 의해 은하가 중력 렌즈 역할을 할 수 있다고 가정했다. 이 효과는 1979년에 이르러서야 소위 "이중준성" Q0957+561의 관찰을 통해 확인되었다.
1933년 머리털자리 은하단을 조사하면서 츠비키는 비리얼 정리를 사용하여 중력 이상 현상의 존재를 처음으로 발견했으며 이를 덩클 마테리(dunkle Materie) '암흑물질'이라고 명명했다. 중력 이상 현상은 성단 내부의 계산된 중력에 비해 빛나는 물질의 회전 속도가 지나치게 빨라서 나타났다. 그는 관측된 회전 속도로부터 은하단 내 은하의 중력 질량을 계산하였고, 광도로부터 예상한 것보다 최소한 400배 더 큰 값을 얻었다. 오늘날 동일한 계산은 발광 물질의 질량에 대한 더 큰 값을 기반으로 더 작은 요소를 보여준다.
에드윈 허블이 은하까지의 거리와 속도로 표현되는 적색편이 사이에 어느 정도 선형적인 관계가 있다는 것을 발견했을 때 츠비키는 즉시 은하의 계산된 거리와 적색편이 사이의 상관관계가 거리 오차 한계에 맞지 않을 정도로 불일치가 크다고 지적했다. 그는 붉어지는 효과가 은하의 움직임 때문이 아니라 광자가 공간을 통과할 때 에너지를 잃는 알려지지 않은 현상 때문이라고 제안했다. 그는 가장 가능성 있는 후보 과정이 중력적 상호작용을 통해 광자가 주변 질량에 운동량을 전달하는 드래그 효과라고 생각했다. 그리고 이 효과를 일반 상대성 이론과 견줄 만한 이론적 토대 위에 올려놓으려는 시도가 있어야 한다고 제안했다. 그는 또한 자유 전자와의 상호작용이나 공간의 확장과 관련된 설명을 고려하고 거부했다.
츠비키는 1929년 우주의 팽창에 회의적이었다. 그 당시 측정된 속도가 너무 커 보였기 때문입니다. 1956년이 되어서야 발터 바데가 세페이드 변광성을 기반으로 거리 척도를 수정하고 팽창 속도의 정확한 측정을 처음으로 도입했다. 우주론적 적색편이는 현재 우주의 확장으로 인한 결과, 즉 빅뱅 우주론의 특징으로 전통적으로 이해되고 있다.